# Windows To Go

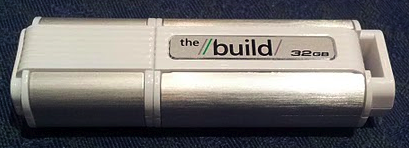
Una delle unità flash USB offerte da Microsoft alla conferenza BUILD con Windows To Go pre-installato.

Windows To Go è una funzionalità esclusiva dell'edizione Enterprise di Windows 8 e delle versioni Pro e Enterprise di Windows 10 che consente agli utenti di effettuare l'avvio del sistema operativo da dispositivi di memorizzazione di massa USB, come unità flash e dischi fissi esterni (detti live USB), contenenti Windows, i programmi, le impostazioni e i file dell'utente.
Windows To Go è rivolto alle imprese: è infatti stato progettato per consentire agli amministratori delle imprese di fornire agli utenti una versione di Windows su immagine che rifletta il desktop aziendale (nonché tutte le impostazioni e configurazioni centralizzate), permettendo al personale dell'organizzazione di accedere all'infrastruttura informatica senza compromettere la sicurezza. Oltre alle impostazioni centralizzate, sono copiate anche quelle dell'account dell'utente.
In pratica, Windows To Go consente di installare l'intera immagine del sistema operativo su un dispositivo USB esterno: in questo modo, utilizzando questo dispositivo su un qualsiasi altro PC "host" (compatibile Windows), si può ottenere esattamente l'istanza di Windows originale ovvero la postazione di lavoro (ambiente) copiata. Questo è molto comodo per gli addetti o i collaboratori esterni di grandi aziende che devono continuamente cambiare dispositivo/macchina su cui lavorare perché si può operare sempre sul medesimo ambiente, con tutte le personalizzazioni del caso. Windows To Go non è però virtualizzazione: è un'istanza completamente installata fisicamente sul dispositivo esterno che deve essere pertanto lanciato all'accensione del PC host.
Il sistema si blocca se viene rimossa l'unità USB, e continua ad operare se l'unità USB viene inserita entro i successivi 60 secondi dopo la rimozione.

## Storia
Secondo ZDNet, l'ultima versione di Windows precedente a Windows 8 ad includere una funzionalità simile fu Windows 3.11, che poteva essere eseguito direttamente da un chip ROM in modalità execute in place, sebbene anche Windows Embedded Standard 7 includa un metodo per avviare il sistema da dispositivi di memorizzazione di massa USB. Tuttavia, la quasi totalità delle distribuzioni basate su kernel liberi, in particolare Linux, permettono questa funzionalità da anni (2004).
Nell'aprile 2011, dopo il trapelamento della build 7850 di Windows 8, alcuni utenti notarono che tali build includevano un programma denominato Creazione di aree di lavoro portatili, che indicava che era destinato a creare unità USB avviabili di Windows 8.
Nel settembre 2011, Microsoft annunciò ufficialmente Windows To Go alla conferenza BUILD, e distribuì delle unità flash USB da 32 GB avviabili con Windows To Go pre-installato. I dettagli relativi alle concessioni in licenza non furono discussi all'annuncio di Windows To Go.
La funzionalità di Windows To Go è stata reinserita in Windows 10 ufficialmente solo dal suo secondo grande aggiornamento, Anniversary Update.

## Sicurezza
Come misura di sicurezza progettata per impedire la perdita dei dati, Windows "congela" l'intero sistema se l'unità USB viene rimossa, e continua a funzionare se l'unità viene inserita nei 60 secondi successivi alla rimozione. Se l'unità non è inserita entro tale lasso di tempo, il computer si spegne dopo quei 60 secondi per impedire che eventuali informazioni riservate o sensibili vengano visualizzate sullo schermo o memorizzati nella RAM.
È anche possibile crittografare un'unità Windows To Go utilizzando BitLocker.
La funzionalità Windows To Go non supporta gli aggiornamenti esponendo gli utilizzatori a vulnerabilità di sicurezza. Per tale motivo è stata deprecata.

## Dettagli tecnici
La prima volta che Windows To Go avvia il sistema su un particolare computer, installa i driver per quel particolare hardware e non richiede alcun riavvio. Le successive operazioni di avvio del sistema accederanno direttamente a Windows.
Windows To Go funziona su connessioni sia USB 2.0 sia USB 3.0, e su firmware sia BIOS legacy sia UEFI. Solo l'hardware certificato per Windows 7 e successivi funzionerà bene con Windows To Go; non sono supportati i computer che eseguono Windows RT o macOS.
Un'unità Windows To Go può essere distribuita, una volta creata, con strumenti di Windows come Gestione e manutenzione immagini distribuzione.

## Concessione in licenza
Le versioni business di Windows sono concesse in licenza ai clienti aziendali con contratti Software Assurance.
I dipendenti della società potranno utilizzare Windows To Go non solo su un qualsiasi PC con licenza Software Assurance, ma anche sul loro PC di casa. Inoltre, al lavoro i dipendenti potranno utilizzare Windows To Go sui propri dispositivi personali attraverso nuove licenze Software Assurance.

## Reazioni
Simon Bisson di ZDNet UK ha scritto:
(Simon Bisson, 20 settembre 2011)